# Soldanella alpicola
Soldanella alpicola är en viveväxtart som beskrevs av F. K. Meyer. Soldanella alpicola ingår i släktet alpklockor, och familjen viveväxter. Inga underarter finns listade i Catalogue of Life.

## Bildgalleri

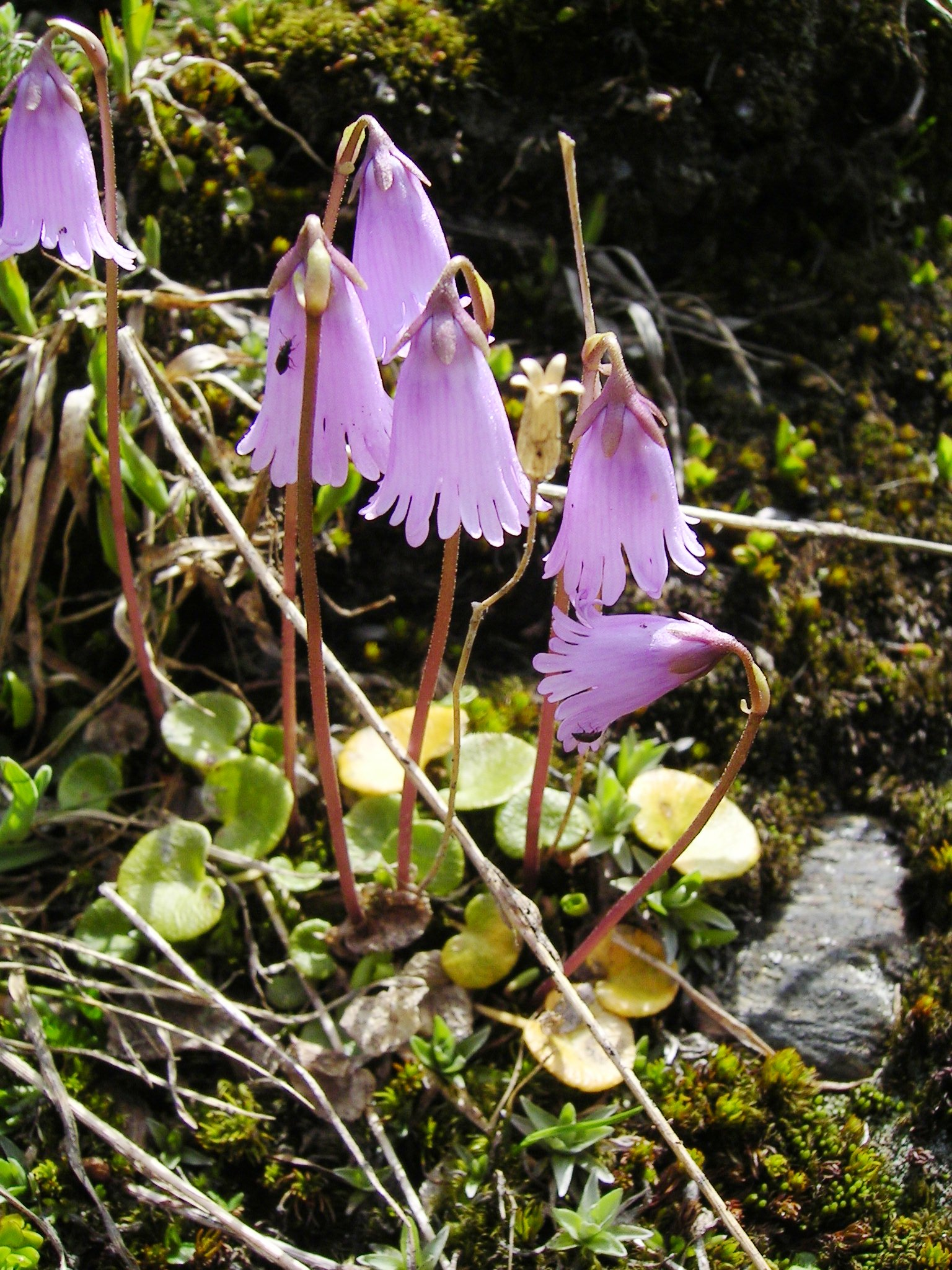
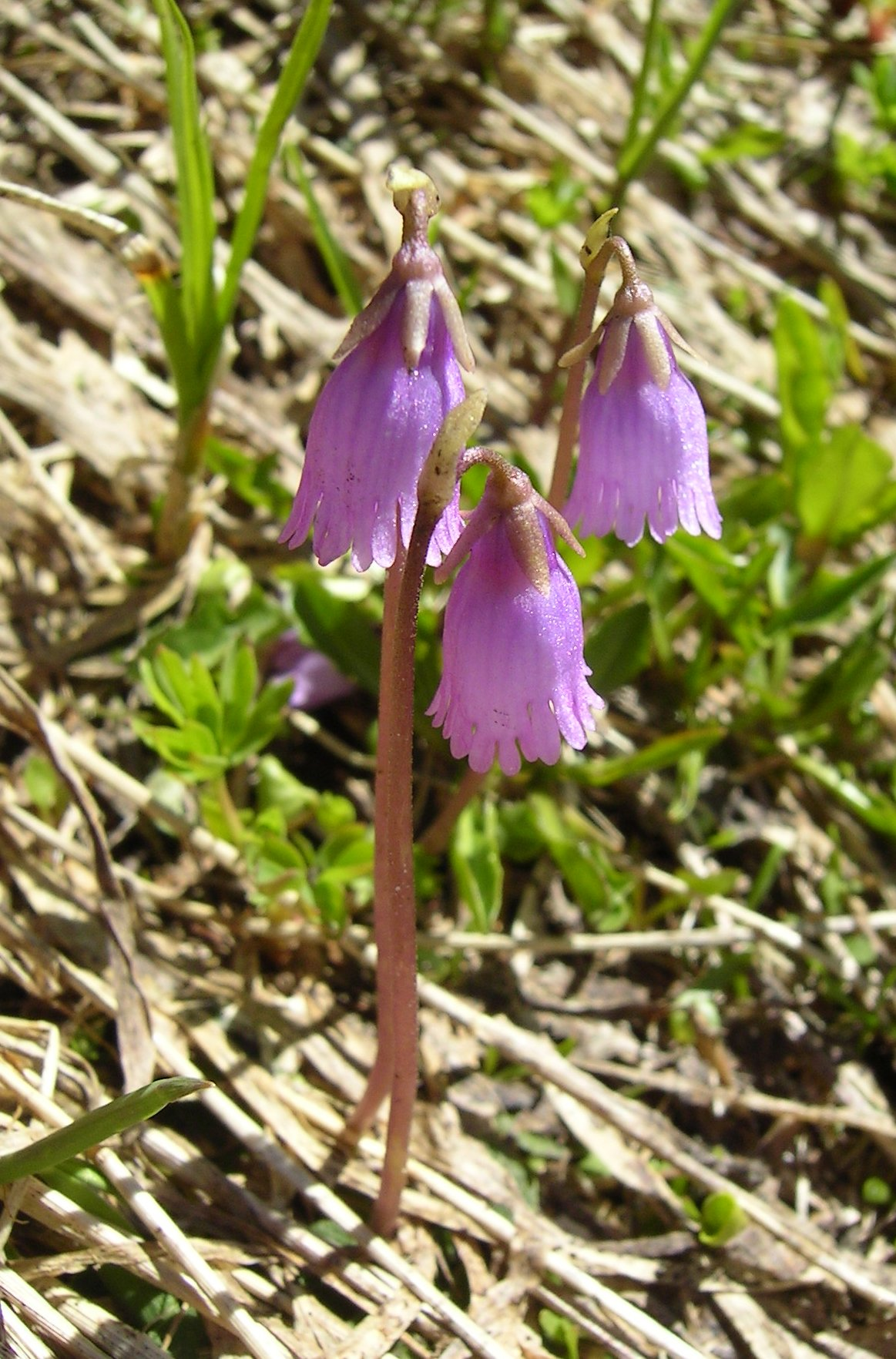
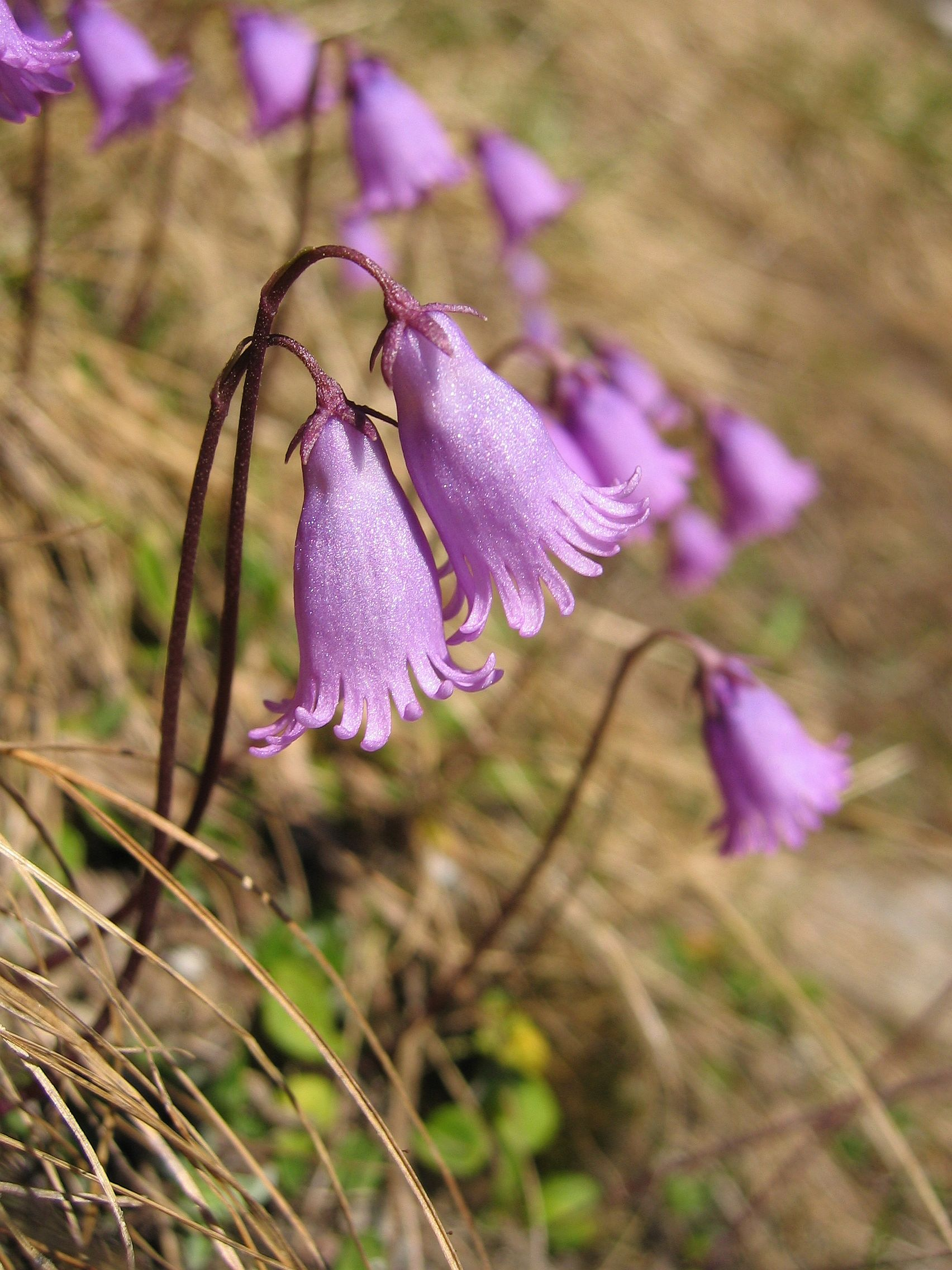
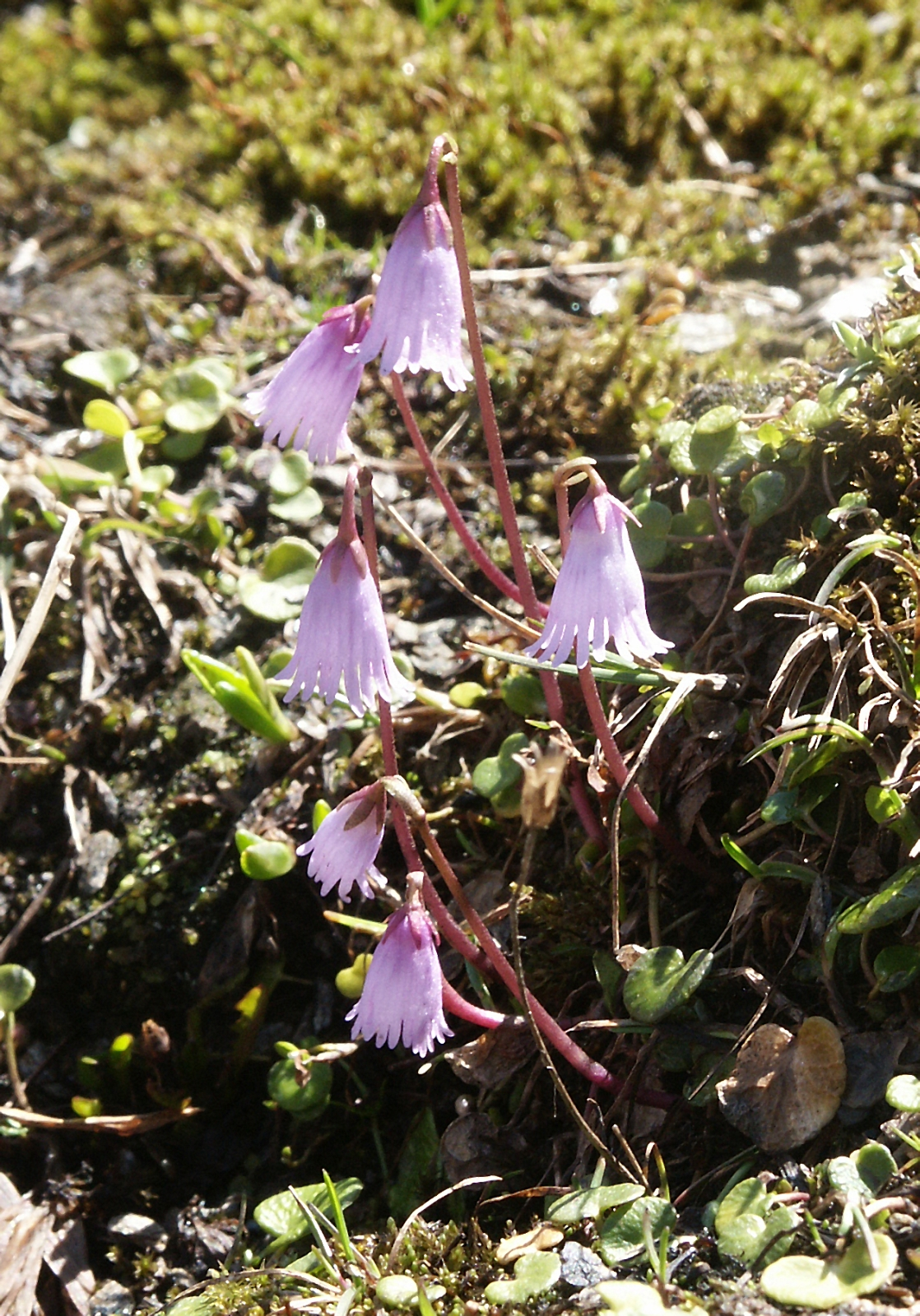
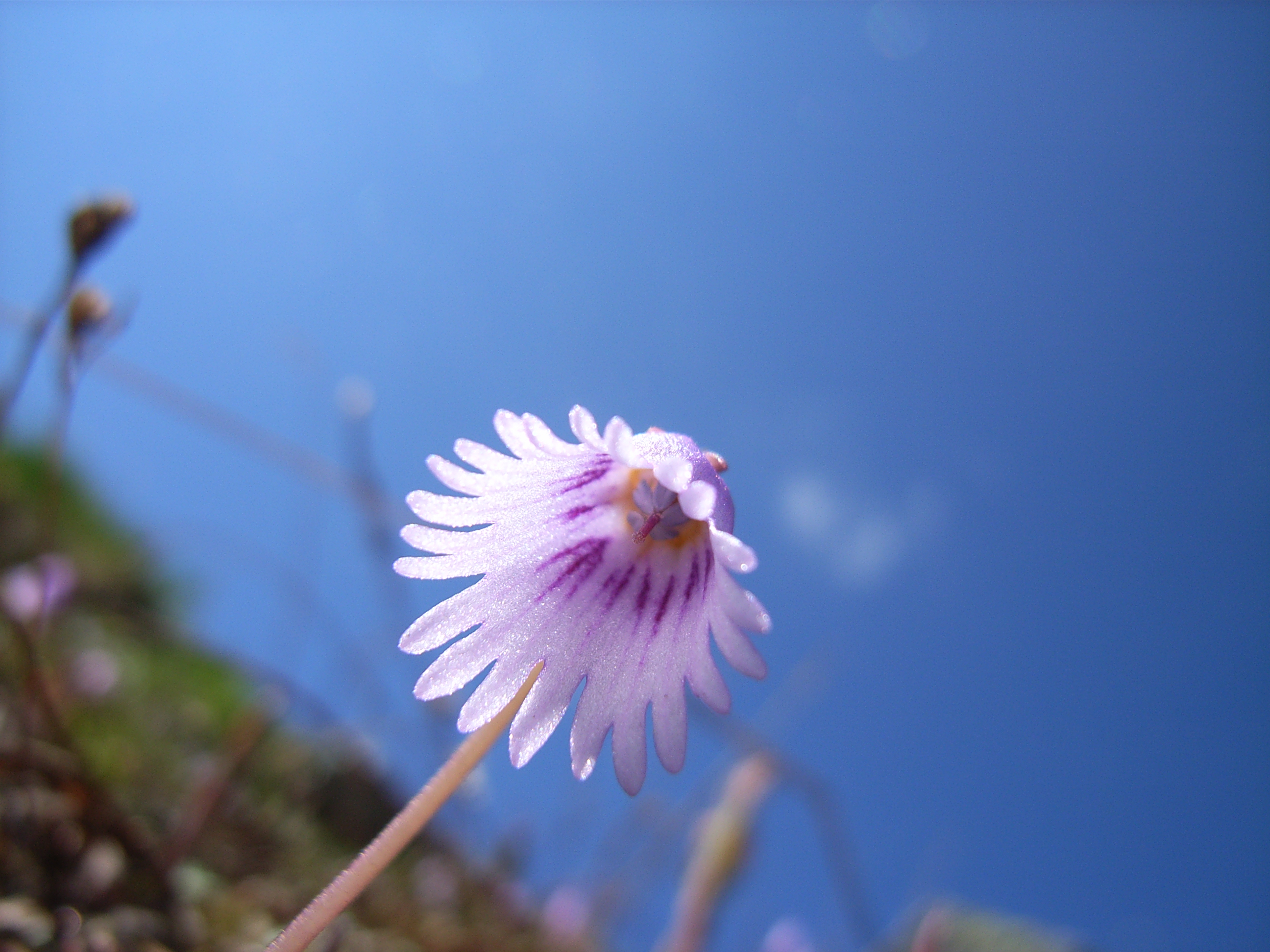
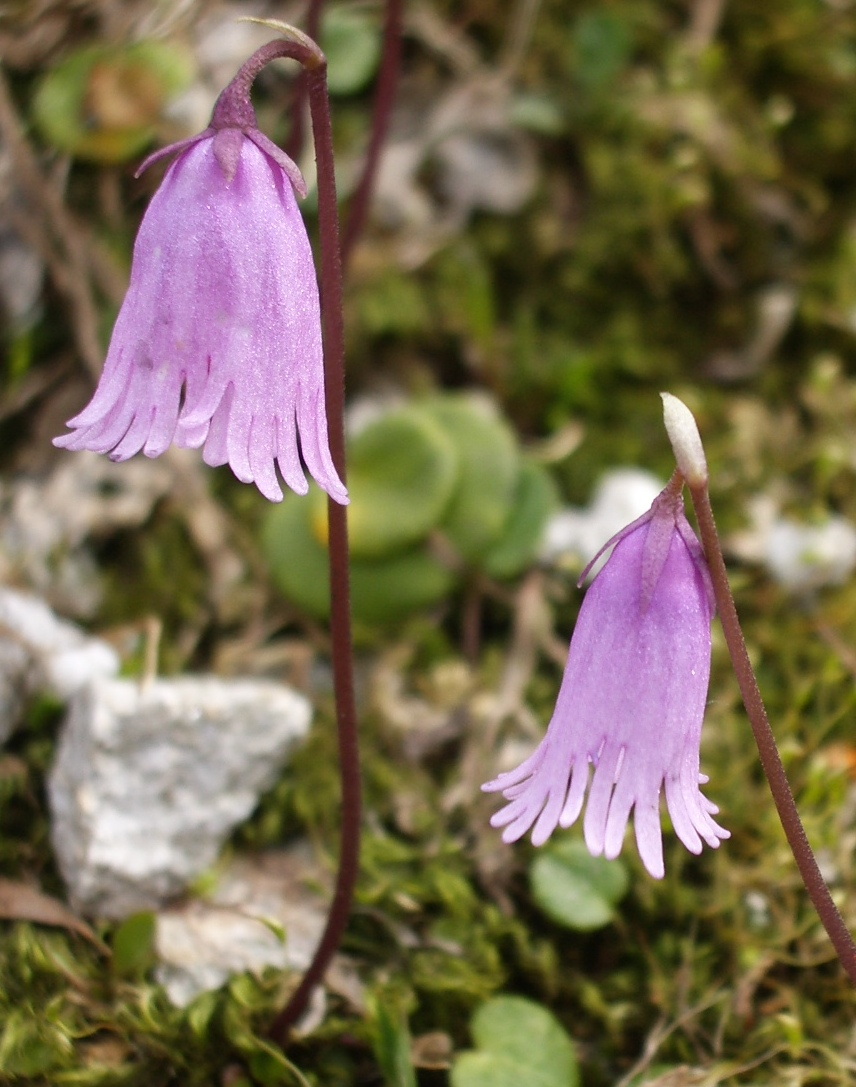